# Bahnhof Maibara

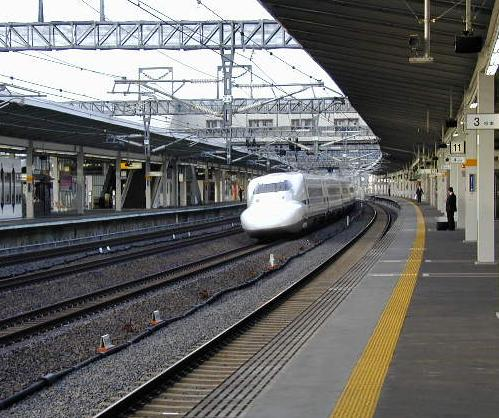
Shinkansen-Bahnsteig im Bahnhof Maibara (April 2002)

Der Bahnhof Maibara (japanisch 米原駅 Maibara-eki) befindet sich in Maibara in der Präfektur Shiga.
Maibara wird von der Tōkaidō-Shinkansen sowie der Tōkaidō-Hauptlinie der Bahngesellschaft JR Central, von der Tōkaidō-Hauptlinie und der Hokuriku-Hauptlinie der JR West sowie der Ōmi-Hauptlinie der Bahngesellschaft Ōmi Tetsudō bedient. Die Hokuriku-Hauptlinie hat hier ihren südlichen Endpunkt und die Verantwortung für die Tōkaidō-Hauptlinie wechselt hier von der JR Central auf die JR West.
Der Verkehr der Tōkaidō Linie und der Hokuriku Linie wird an drei Inselbahnsteigen mit sechs Gleisen abgewickelt. Ein Inselbahnsteig und ein Seitenbahnsteig werden für den Verkehr der Tōkaidō Shinkansen genutzt. Die Ōmi Tetsudō verfügt über einen eigenen Inselbahnsteig mit zwei Gleisen, an dem der Verkehr in Richtung Hikone, Yōkaichi und Kibukawa abgewickelt wird.
Im Jahr 2006 nutzten im Durchschnitt täglich 4.441 Personen die JR West und 6.017 Personen die JR Central an diesem Bahnhof. Es handelt sich um einen Durchgangsbahnhof mit 13 Durchfahrtsgleisen, der am 1. Juli 1889 eröffnet wurde. Seit 1987 werden die meisten Verkehrsleistungen von der JR West erbracht, die JR Central betreut allerdings noch die für den Shinkansen-Schnellverkehr genutzten Gleise.